# Hallelujah (canción de Gali Atari y Milk & Honey)
«Hallelujah» (en hebreo: הללויה; en español "Aleluya") es una canción interpretada en hebreo por Gali Atari junto al grupo Milk & Honey que ganó el Festival de la Canción de Eurovisión 1979 representando a Israel. 
El festival se celebraba en Jerusalén tras la victoria israelí del año anterior con "A-ba-ni-bi"; fue la cuarta ocasión en la que el país organizador conseguía ganar, anteriormente fueron Suiza, Luxemburgo y España, y luego en los 90 Irlanda lo conseguiría dos veces. "Hallelujah" fue interpretada en décimo lugar de 19 canciones.
Al final de la votación había recibido 125 puntos, siendo declarada ganadora. Se da la circunstancia de que la segunda clasificada, España, estaba liderando la tabla hasta revelarse la última votación que correspondía al jurado español. Al otorgar diez puntos a Israel, irónicamente, España se arrebataba la victoria a sí misma.
La canción es recordada por la actuación en el concurso en el que Gali y los miembros de Milk & Honey entraban en escena uno a uno, en lugar de todos a una vez. La letra es una alabanza a la belleza del mundo y de todas las cosas que han sido y serán. Fue número 1 en las listas de Suecia, Noruega e Irlanda, número 2 en Suiza, 4 en Bélgica y 5 en Reino Unido, donde actuó en el famoso Top of the Pops.
La canción fue interpretada al final del Festival de la Canción de Eurovisión 1999, que volvía celebrarse en Jerusalén, por todos los concursantes como homenaje a las víctimas de la Guerra de los Balcanes. 